# Сан-Жуан-да-Талья
Сан-Жуан-да-Талья (порт. São João da Talha) — район (фрегезия) в Португалии, входит в округ Лиссабон. Является составной частью муниципалитета Лореш. Находится в составе крупной городской агломерации Большой Лиссабон. По старому административному делению входил в провинцию Эштремадура. Входит в экономико-статистический субрегион Большой Лиссабон, который входит в Лиссабонский регион. Население составляет 17 252 человек на 2011 год. Занимает площадь 5,90 км².
Покровителем района считается Иоанн Креститель (порт. João Baptista).

## Демография
| 1862 | 1864 | 1890 | 1900 | 1940  | 1991   | 2001   | 2011   |
| 467  | 365  | 518  | 506  | 1 090 | 15 255 | 17 970 | 17 252 |